# Epizoanthus oliveri
Epizoanthus oliveri är en korallart som beskrevs av Ronald Lewis Stuckey 1914. Epizoanthus oliveri ingår i släktet Epizoanthus och familjen Epizoanthidae. Inga underarter finns listade i Catalogue of Life.